# لپه‌ویرتا
لِپَّه‌ویرْتا (به فنلاندی: Leppävirta) یک منطقهٔ مسکونی در فنلاند است که در ساوونیای شمالی واقع شده‌است.

## خواهرخوانده
شهرهای شورته، بخش استورفوش، دووره و دهستان اوریساره خواهرخوانده‌های لپه‌ویرتا هستند.